# بالوما دومينغو غارسيا
بالوما دومينغو غارسيا (بالإسبانية: Paloma Domingo García)‏؛ عالمة ومديرة إسبانية. تشغل منصب المدير العام للمؤسسة الإسبانية للعلوم والتكنولوجيا منذ عام 2018.

## المسيرة
حصلت بالوما على شهادة الليسانس في علم الفيزياء تخصص الفيزياء الفلكية من جامعة كمبولتنسي في مدريد، وحصلت على الدكتوراه في علم البرمجيات من جامعة بوليتينيك في مدريد.
كانت استاذة في جامعة كارلوس الثالث بمدريد، وبعد ذلك تولت قيادة دائرة تنظيم المشاريع والابتكار، وبعد فترة تولت إدارة منتزه العلوم الخاص بها ومكتبها لنقل نتائج البحوث.
طورت نظام سوفت وير من 1984 حتى 1989 لحساب شركة الاتصالات السلكية واللاسلكية إنتل، بالإضافة إلى أنها في الفترة بين 1980 و1994 تولت منصب مدير هندسة المعلومات لشركة إنتل.[بحاجة لمصدر]
اتجهت إلى التدريس بجامعة كارلوس الثالث في مدريد بعد خبراتها في إنتل، حيث ألقت محاضرات في مجال تكنولوجيا المعلومات من 1994 حتى عام 2000. بعدما اكتسبت خبرة تعليمية رقيت نائبة لمدير منتزه العلوم حتى عام 2012. اتجهت إلى التدريس في جامعة كارلوس الثالث في مدريد، حيث شغلت هذا المنصب من 1994 حتى 2002، وفي عام 2018 عٌينت مديرة عامة للمؤسسة الإسبانية للعلوم والتكنولوجيا.